# Pedro Cardoso (jogador de rugby)
Pedro Luís de Souza Miranda Cardoso (falecido em 1985) foi um ex-multiesportista brasileiro, tendo defendido as seleções masculinas brasileiras de handebol e de rugby union, sendo assim um raro atleta a defender o Brasil em dois esportes diferentes, sendo considerado um dos maiores do país nas duas modalidades. Foi primeiro brasileiro convocado à seleção de rugby da América do Sul, os Jaguares, e um dos dois únicos chamados no século XX, junto de Diego Padilla. Neste esporte, atuou na posição de centro e depois na de abertura.
Apesar do 1,67 metros de altura, era apelidado de "Pedrão", e mais ainda de "Pepedro" (ou "Ppedro"), apelido este proveniente de sua gagueira; em paralelo à vida esportiva, também exercia a advocacia.

## Trajetória esportiva
Inicialmente os esportes em que se destacava eram outros, com títulos infantis nos 100 metros rasos e no basquetebol. Integrou o Niterói Rugby ainda nos primeiros anos da equipe, campeã brasileira na edição de 1976 e na de 1978. "Pepedro" foi então chamado pelo Brasil para a disputa do Campeonato Sul-Americano de Rugby de 1979, sendo o destaque de vitória considerada histórica sobre o Paraguai; apenas em 2008 os brasileiros voltariam a derrotar os Yakarés. No ano seguinte, Pedro foi chamado pela seleção sul-americana, os Jaguares, compostos quase que integralmente por argentinos, reunidos para excursão à África do Sul.
Também em 1980, Pedro foi um dos fundadores do departamento de handebol do Niterói Rugby. Os jogadores de retaguarda da equipe niteroiense de rugby, a exemplo também de Colin Turnbull, outro requisitado pelas seleções brasileiras dos dois esportes e também rugbier da posição de centro com o qual fazia dupla, eram assíduos praticantes de ambos, reforçando seu entrosamento. Como handebolista, "Pepedro" temorizava os goleiros saltando da linha de fundo para o meio da área na hora do arremesso. O Niterói venceu o campeonato estadual de handebol já em 1980 e também em 1981, este em final contra o Flamengo, derrotado por 13-12; o Flamengo era exatamente o clube em que atuavam antes do Niterói ter sua própria equipe de handebol, campeã fluminense também em 1983 e 1985. Ian Turnbull, irmão de Colin e que atuava como fullback, declararia sobre a dupla que "era uma sensação fabulosa ver o Pedro e Colin avançando e passando a bola até, de forma totalmente surpreendente e inesperada, devido ao seu entendimento e entrosamento no handebol, segurar a bola de Rugby com uma mão e passar pelas costas, sem olhar. Era lindo de assistir".
Em 1982, Pedro voltou a ser chamado pelos Jaguares em nova excursão sul-africana, recordada pela vitória sobre a seleção local, na única vez em que argentinos (que compuseram 100% da escalação na ocasião) venceram os Springboks até conseguirem lograr propriamente pelos Pumas a façanha, em 2015. Pedro, na ocasião, era reserva do abertura Hugo Porta, o maior rugbier argentino e sul-americano da história; Porta foi o capitão e autor de todos os pontos dos visitantes na vitória de 21-12 em Pretória. O brasileiro, por sua vez, atuou em partidas contra as seleções provinciais locais.
Em 1985, Pedro foi o capitão da seleção brasileira que enfrentou outra potência, a França, marcando três pontos na ocasião. Nela, o Brasil chegou a começar vencendo por 6-0 e, ainda que tenha perdido depois por 41-6, pôde orgulhar-se nas circunstâncias; "Pepedro" atuou com Diego Padilla e outros dois irmãos deste, Rodrigo e Javier, que declarou que "os caras eram muito bons. Lembro-me que começamos vencendo a partida (...). Só que o preparo e a técnica deles era muito superior. (...) Sem dúvida aquele jogo ficou marcado na minha vida por enfrentar um dos gigantes do rugby mundial. (...) Era jogo para a gente perder de 100 de diferença e nem chegar perto do ‘H’. Saímos extremamente felizes de campo". Ao fim daquele mesmo ano, porém, Pedro veio a falecer precocemente ao colidir sua motocicleta com um carro, ao pretender retornar a uma festa do Niterói em Itaipu após deixar a namorada em casa. Em triste coincidência, Colin Turnbull, seu colega na dupla de centros do rugby do Niterói e no handebol do clube, havia também sido vítima fatal de acidente de trânsito, em 1982.